# Ksenija Mišić
Ksenija Mišič, slovenska gledališka, televizijska in filmska igralka, * 24. avgust 1963, Maribor.
Leta 1990 je diplomirala Akademiji za gledališče, radio, film in televizijo v Ljubljani. Nastopala je v Slovenskem narodnem gledališču Maribor, Plesnem gledališču Ljubljana, Slovenskem mladinskem gledališču in Gledališču Glej. Leta 1992 je prejela Borštnikovo nagrado za igro, leta 1996 pa Glazerjevo listino. Nastopila je v treh celovečernih filmih. Na 5. festivalu slovenskega filma je prejela nagrado Stopova igralka leta za film Zvenenje v glavi.

## Filmografija
- Pod gladino (2016, celovečerni igrani film)
- L ... kot ljubezen (2007, celovečerni igrani film)
- Blisk (2005, TV nanizanka)
- Zvenenje v glavi (2002, celovečerni igrani film)